# Bugaj (powiat łęczycki)
Bugaj – wieś w Polsce położona w województwie łódzkim, w powiecie łęczyckim, w gminie Grabów.
W latach 1975–1998 miejscowość należała administracyjnie do województwa konińskiego.
W miejscowości zachowały się rudymenty cmentarza ewangelickiego. Nekropolia zlokalizowana jest na południe od drogi prowadzącej przez wieś. Z całego cmentarza przetrwał jedynie przewrócony filar spełniający niegdyś funkcję bramy cmentarnej.